# Balacra rubricincta
Balacra rubricincta là một loài bướm đêm thuộc phân họ Arctiinae, họ Erebidae.